# Threes!
Threes! (zapisywane też jako Threes) – komputerowa gra logiczna na systemy Android, iOS, Windows Phone i konsole Xbox One, stworzona przez studio Sirvo. Twórcami byli: projektant Asher Vollmer, grafik Greg Wohlwend i kompozytor Jimmy Hinson. Po czternastomiesięcznym okresie produkcji gra wydana została 6 lutego 2014 roku, początkowo tylko na telefony z systemem iOS. Zdobyła nagrodę Apple Design Awards za rok 2014, jak również tytuł „Game of the Year” w tym samym roku. Spotkała się z pozytywnym odbiorem i dobrymi recenzjami. W serwisie Metacritic osiągnęła wynik 92/100. Pomysł Threes! był szeroko kopiowany, powstały liczne klony tej gry – po jej premierze powstawało ich około 15 dziennie, a w dniu 5 kwietnia 2014 do sklepu App Store dodano 27 klonów. 

## Zasady gry

Prezentacja gry

Celem gry jest stworzenie kafelka o jak najwyższej wartości. Można to osiągnąć wyłącznie poprzez przesuwanie w pionie i poziomie istniejące kafelki i łącząc je ze sobą. Gracz za każdym razem może wykonać tylko 4 ruchy – przesunięcie wszystkich kafelków w prawo, lewo, do góry i do dołu. Nie jest możliwe przesuwanie pojedynczych kafelków. Z wyjątkiem pierwszych dwóch kafelków – o wartościach 1 i 2 – każdy kolejny stanowi wielokrotność liczby trzy: 3, 6, 12, 24, 48, 96, 192, 384, 768, 1536, 3072 i 6144. 

## Odbiór
Gra spotkała się z pozytywnym przyjęciem recenzentów, a średnia jej ocen w agregatorze recenzji Metacritic wynosi 92/100 punktów. W 2014 roku podczas Independent Games Festival gra została uhonorowana nagrodą w kategorii „doskonały projekt”, zaś podczas Apple Design Awards w tym samym roku uznano ją za najlepszą grę przeznaczoną na iPhone’y.

## Produkty pochodne
W czerwcu 2015 roku została wydana darmowa wersja gry, z reklamami oglądanymi przed samą rozgrywką. Sprzedawane są również gadżety reklamowe i ścieżka dźwiękowa. Działa także przeglądarkowa wersja gry – threesjs.

## Klony
Pomysł zawarty w grze Threes! został bardzo szybko skopiowany. Pierwszy klon – 1024 – powstał już trzy tygodnie po premierze oryginału. Jeden z najpopularniejszych naśladowców – darmowa gra 2048 – powstała 10 dni później i okazała się na tyle popularna, że gazeta „Los Angeles Times” zrecenzowała ją bez wspominania o oryginale. Spowodowało to serię komentarzy ze strony autorów Threes!.